# 玛艾克·德瓦尔德
玛艾克·德瓦尔德（荷蘭語：Maaike de Waard，1996年10月11日—）生于弗拉尔丁恩，是一名荷兰女子游泳运动员，主攻仰泳和蝶泳。她在七岁时开始接触游泳，2009年获得欧洲青少年奥林匹克运动会的参赛资格，得以首次参加国际比赛，2013年，她入选欧洲短池游泳锦标赛参赛名单，得以首次参加国际主要成年级赛事。2014年，她在中国南京进行的第二届夏季青奥中摘得女子50米仰泳金牌，这是她首次获得国际主要赛事的金牌。